# S/2004 S 13
S/2004 S 13 är en av Saturnus månar. Den upptäcktes i 12 december 2004, som en av tolv Saturnusmånar som upptäcktes den dagen.
S/2004 S 13 är 6 kilometer i diameter och har ett genomsnittligt avstånd på 18 450 000 kilometer från Saturnus. Den har en lutning av 167° till ekliptikan (143° till Saturns ekvator) i en retrograd riktning och med en excentricitet av 0,261.
S/2004 S 13 har ännu inte fått något officiellt namn.